# America’s Next Top Model
America’s Next Top Model, oft auch sendungsintern als ANTM und Top Model abgekürzt, ist eine US-amerikanische Reality Show und Ursprung der Next Topmodel Idee, in der Frauen um den Titel America’s Next Top Model und eine Starthilfe in der Modelbranche gegeneinander antreten.
Die Sendung wurde vom ehemaligen Supermodel Tyra Banks geschaffen. Banks fungiert als Hauptjurorin der Jury und neben Ken Mok und Anthony Dominici als ausführende Produzentin. Die Staffeln der Serie werden offiziell als „Cycles“, also Zyklen, bezeichnet. Der erste Cycle feierte seine Premiere am 20. Mai 2003 beim US-amerikanischen Fernsehsender UPN und wurde schnell zu einer der meistgesehenen Sendungen des Networks. Seit der siebten Staffel wird die Show auf The CW ausgestrahlt und erreicht auch dort Höchstquoten. Die erste Titelmusik wurde von Tyra Banks eingesungen und von Rodney „Darkchild“ Jerkins produziert. Die 17. Staffel wurde auch als „All-Star Edition“ bezeichnet, da sämtliche Kandidatinnen schon in vergangenen Staffeln angetreten sind und eine zweite Chance erhielten. Die 18. Staffel trug den Untertitel „British Invasion“, da hier neben sieben amerikanischen Mädchen auch sieben britische Mädchen, die an verschiedenen Staffeln von Britain’s Next Topmodel teilgenommen hatten, die Chance zum Topmodel bekamen. Die 19. Staffel startete mit dem Untertitel „College Edition“ am 24. August 2012. Die 20. Staffel trägt den Untertitel „Guys & Girls“, hierbei treten erstmals sowohl Frauen als auch Männer an. Die Staffel begann am 2. August 2013.
Für die deutsche Fernsehausstrahlung wurde der Originalton mit einem Voice-Over überlagert. Die erste Staffel lief am 9. Januar 2007 bei dem deutschen Musiksender VIVA an und wurde bis zum 27. Februar dienstags um 21 Uhr ausgestrahlt. Beginn der zweiten Staffel war am 7. Januar 2008 auf dem neuen Sendeplatz am Montag. Am 7. Juli 2008 begann die dritte Staffel weiterhin montags um 21 Uhr auf VIVA. Staffel vier begann am 27. Oktober 2008 und lief montags 22 bis 23 Uhr auf VIVA. Für die Ausstrahlung der fünften Staffel, die am 13. Juli 2009 startete, wurde auf ein Voice-Over verzichtet und stattdessen eine Fassung mit Untertiteln übernommen. In der sechsten Staffel hingegen wurde wieder ein Voice-Over für die Ausstrahlung, die am 12. April 2010 bei VIVA begann, verwendet. Die siebte Staffel zeigte der Sender ab dem 11. Oktober 2010 weiterhin am Montagabend. Mit der Neustrukturierung des Programms von VIVA – seit dem 1. Januar 2011 – wechselte der Sendeplatz auf Freitag um 22:15 Uhr. Die achte Staffel lief ab dem 14. Januar 2011 in deutscher Erstausstrahlung.
Am 14. Oktober 2015 gab Tyra Banks durch Twitter bekannt, dass die 22. Staffel die letzte sein wird. Die letzte Folge wurde am 4. Dezember 2015 ausgestrahlt. VH1 sicherte sich jedoch kurze Zeit später die Rechte für ein Reboot. Die 23. Staffel ging mit einigen Veränderungen am Format und komplett neuer Jury am 12. Dezember 2016 auf Sendung. Banks, die bei der 23. Staffel weiterhin als Produzentin involviert war, entschied sich bei den Vorbereitungen für die 24. Staffel die Moderation wieder zu übernehmen. Im Jahr 2018 wurde das Format nach 24 Staffeln und über 300 Folgen eingestellt.

## Die Show
Jede Staffel von America’s Next Top Model umfasst neun bis dreizehn Folgen und beginnt mit zehn bis vierzehn Kandidatinnen. Pro Woche muss eine Kandidatin die Serie verlassen. Die Entscheidung wird durch Mehrheitsabstimmung in der Jury getroffen. In der Folge The Girl Who Pushes Tyra over the Edge aus der vierten Staffel entschied diese, aufgrund der mangelnden Motivation und Leistung aller Teilnehmerinnen zwei von ihnen nach Hause zu schicken. Seit Staffel 13 scheiden in der letzten Folge vor dem Finale zwei der letzten vier Kandidatinnen aus, sodass der Fokus im Finale auf den besten zwei liegt. Während der fünften Staffel verließ Kandidatin Cassandra Whitehead die Show freiwillig, weshalb vier Wochen später in der Folge The Girl Whose Boyfriend Is Cheating on Her keine Kandidatin ausschied. In der Folge The Girl Who Gets a Mango aus der neunten Staffel entschied Ebony Morgan, die Show zu verlassen, was ihre Mitstreiterin Ambreal Williams vor dem Ausscheiden rettete.
Während der ersten Folgen eines Cycles wird den Kandidatinnen ein neues Styling verpasst, das sogenannte „Makeover“. Bei diesem werden in erster Linie die Haare geschnitten oder koloriert. Im letzten Drittel der Staffel reisen die verbleibenden Teilnehmerinnen in eine „Modemetropole“ in einem anderen Land.
Eine Folge von America’s Next Top Model zeigt die Ereignisse einer Woche. Eine „Challenge“, Fotoaufnahmen oder Werbespotdreh, eine kritische Rezension der Kandidaten und ihrer Leistungen durch die Jury, allen voran Tyra Banks, und der Rauswurf einer Teilnehmerin sind Teil einer jeden Folge.
Seit dem zehnten Cycle besteht die Jury neben Banks aus dem Modefotografen Nigel Barker, dem Laufstegtrainer Jay Alexander und dem tschechischen Supermodel Paulina Porizkova. Bisherige Jurymitglieder waren unter anderem die Modeikone Twiggy, Supermodel Janice Dickinson, Modestylist Nolé Marin, Designerin Kimora Lee Simmons und die Moderedakteure Beau Quillian und Eric Nicholson. Fotoregisseur Jay Manuel ist kein Mitglied der Jury, leitet jedoch seit der ersten Staffel die Fotoaufnahmen als „Photo Shoot Director“. In jeder Folge wohnt der Jury ein unterschiedlicher Gastjuror bei, meist eine angesehene Persönlichkeit der Modebranche. Die einzelnen Folgen werden im Normalfall einem Thema der Modewelt zugeordnet, wie beispielsweise dem Umgang mit der Presse, dem Anpreisen eines Werbeprodukts, dem Auftritt auf einer Modenschau oder dem Verhalten auf Go-Sees.
Am Anfang einer neuen Folge werden die Kandidatinnen im Bezug auf das Thema dieser Woche trainiert. Zum Beispiel kann eine Unterrichtsstunde im Auftragen von Schminke und Make-up oder bezüglich des improvisatorischen Schauspiels gegeben werden. Eine diesbezogene „Challenge“, also Aufgabe, folgt, wie beispielsweise eine Pressekonferenz oder das Auftreten bei einem Casting. Die Gewinnerin wird von dem „Challenge“-Leiter bestimmt und bekommt einen Preis, wie einen Einkaufsgutschein oder vorteiliger Behandlung bei den nächsten Fotoaufnahmen. Meistens wird sie gebeten, eine Anzahl von Mitstreiterinnen auszuwählen, welche an dem Gewinn teilhaben dürfen.
Es folgen Fotoaufnahmen und die erbrachte Leistung der Kandidatinnen hat erheblichen Einfluss auf die Schlussbewertung. Wiederkehrende Themen für die Aufnahmen sind Unterwäsche- oder Bikinithemen, das Posieren mit einem Männermodel und das Posieren mit einem oder mehreren Tieren. Bis auf den vierten Cycle wurde in jeder Staffel ein Fototermin durch den Dreh eines Werbespots ersetzt. In der ersten Staffel galt es, Kontaktlinsen von Fresh Look anzupreisen. In der dritten Staffel gab es eine japanischsprachige Werbung für Campbell’s Soup. In Staffel fünf wurde ein Werbespot für Deodorant von Secret gedreht. Im sechsten, achten und zehnten Cycle fand ein Dreh für die Kosmetikmarke CoverGirl statt. Alternativ wurden die Kandidatinnen in den Cycles zwei und neun als Darsteller in einem Musikvideo von Tyra Banks und Enrique Iglesias eingesetzt.
Das letzte Element einer Folge ist die Beurteilung der Kandidatinnen. Vor der Einzelbeurteilung sollen die Kandidatinnen häufig eine sogenannte „Pre-Evaluation Task“ vor der Jury meistern. Diese verlangt beispielsweise spontanes Posieren oder die schnelle Auswahl eines zu einem gewissen Thema passenden Outfits. Danach soll eine Kandidatin nach der anderen vortreten um sich der Kritik der Juroren zu stellen; unter anderem werden das dieswöchige Foto, den Erfolg bei der dieswöchigen „Challenge“ und der „Pre-Evaluation Task“ rezensiert. Nach der Bewertung aller Kandidatinnen beraten sich die Juroren. Die Modelanwärterinnen werden zurück in den Raum gerufen und eine nach der anderen erhält ihr dieswöchiges Foto. Die Anwärterin mit der besten Leistung wird zuerst genannt, die letzten Zwei („bottom two“, schlechteste Zwei) werden stark kritisiert, bevor nur eine von ihnen ein Foto ausgehändigt bekommt.
Der Ablauf der Sendung weicht teilweise vom Grundkonzept ab, wenn ausschließlich drei Kandidatinnen übrig sind. Außer in der ersten und zweiten Staffel, als CoverGirl noch kein Werbekunde der Sendung war, und der dritten, sollten die letzten drei Kandidatinnen mit einem letzten Fototermin und einem Werbedreh für CoverGirl Kosmetika gegeneinander antreten. Dieser Dreh bildet die Entscheidungsgrundlage für die Jury bei der Beurteilung, welche der Kandidatinnen nach Hause geschickt werden sollte. Die zwei Finalistinnen laufen bei einer Modenschau vor einem großen Publikum und der Jury. Jene entscheidet im Nachhinein, wer den größten Entwicklungsfortschritt gemacht hat und wer die größeren Chancen auf eine Karriere als Model hat.

## Kritik
Das Modemagazin Allure kritisierte bereits im Oktober 2006, die Show habe im Endeffekt bisher kein Supermodel hervorgebracht.
Ken Mok und Tyra Banks bemerkten das starke Raucheraufkommen in der achten Staffel. Mok sagte, er sei sich des Einflusses der Show auf junge Zuschauer bewusst. Im nächsten, neunten Cycle wurde den Kandidatinnen ein Rauchverbot erteilt und die Fotoshootings behandelten verstärkt Gesundheits- und Umweltthemen.
Nach Beenden der zehnten Staffel erhielten die Produzenten der Sendung eine Klage von Michael Marvisi, dem Besitzer des Modelhauses dieser Staffel. Die Kandidatinnen und die Produktions-Crew sollen einen Schaden von etwa 500.000 US-Dollar hinterlassen haben. Neben Essensresten seien auch Löcher in den Wänden vorgefunden worden; auch Wasser- und Elektronikschäden in Höhe von 90.000 Dollar seien verursacht worden. Das Produktionsteam habe die Zimmerdecken beschädigt, um Scheinwerfer und Kameras anzubringen.
Die 19-jährige Siegerin der Staffel 15 im Jahr 2010, Ann Ward, ist bei einer Größe von 1,88 Meter nur 45 kg schwer. Dies entspricht einem Body-Mass-Index (BMI) von 12,7. Gemäß der Weltgesundheitsorganisation (WHO)-Klassifikation wird ein BMI unter 16 als starkes Untergewicht klassifiziert. Dieser Wert gilt gesundheitlich als sehr bedenklich und auf Fotos wirkt Ann Ward magersüchtig. In manchen Folgen sah man Ward beim Zubereiten sehr fettiger Gerichte, z. B. frittierte Oreo-Kekse. Trotz anhaltender heftiger Proteste im Vorfeld wurde Ann zur Siegerin erklärt.

## Staffelübersicht
| Cycle | Erstausstrahlung                    | Jurymitglieder (und Tyra Banks außer Staffel 23)    | Finalistinnen                                                | Restliche Kandidatinnen (in aufsteigender Reihenfolge) | Reiseziel dieser Staffel              |
| ----- | ----------------------------------- | --------------------------------------------------- | ------------------------------------------------------------ | --- | ------------------------------------- |
| 1     | 20. Mai 2003 9. Januar 2007         | Janice Dickinson, Kimora Lee Simmons, Beau Quillian | Adrianne CurryShannon StewartElyse Sewell                    | Tessa Carlson, Katie Cleary, Nicole Panattoni, Ebony Haith, Giselle Samson, Kesse Wallace, Robin Manning | Paris, Frankreich                     |
| 2     | 13. Januar 2004 7. Januar 2008      | Janice Dickinson, Nigel Barker, Eric Nicholson      | Yoanna HouseMercedes Scelba-ShorteShandi Sullivan            | Anna Bradfield, Bethany Harrison, Heather Blumberg, Jenascia Chakos, Xiomara Frans, Catie Anderson, Sara Racey-Tabrizi, Camille McDonald, April Wilkner                                                                        | Mailand/Verona/Como, Italien          |
| 3     | 22. September 2004 7. Juli 2008     | Janice Dickinson, Nigel Barker, Nolé Marin          | Eva PigfordYaya DaCostaAmanda Swafford                       | Magdalena Rivas, Leah Darrow, Julie Titus, Kristi Gromment, Jennipher Frost, Kelle Jacob, Cassie Grisham, Toccara Jones, Nicole Borud, Norelle Van Herk, Ann Markley                                                           | Tokio, Japan                          |
| 4     | 2. März 2005 27. Oktober 2008       | Janice Dickinson, Nigel Barker, Nolé Marin          | Naima MoraKahlen RondotKeenyah Hill                          | Brita Petersons, Sarah Dankelman, Brandy Rusher, Noelle Staggers, Lluvy Gomez, Tiffany Richardson & Rebecca Epley, Tatiana Dante, Michelle Deighton, Christina Murphy, Brittany Brower                                         | Kapstadt, Südafrika                   |
| 5     | 21. September 2005 13. Juli 2009    | Twiggy, Nigel Barker, Jay Alexander                 | Nicole LinkletterNik PaceBre Scullark                        | Ashley Black, Ebony Taylor, Cassandra Whitehead (schied freiwillig aus), Sarah Rhoades, Diane Hernández, Coryn Woitel, Kyle Kavanaugh, Lisa D’Amato, Kim Stolz, Jayla Rubinelli                                                | London, Vereinigtes Königreich        |
| 6     | 8. März 2006 12. April 2010         | Twiggy, Nigel Barker, Jay Alexander                 | Danielle EvansJoanie DoddsJade Cole                          | Kathy Hoxit, Wendy Wiltz, Kari Schmidt, Gina Choe, Mollie Sue Steenis, Leslie Mancia, Brooke Staricha, Nnenna Agba, Furonda Brasfield, Sara Albert                                                                             | Bangkok/Phuket, Thailand              |
| 7     | 20. September 2006 11. Oktober 2010 | Twiggy, Nigel Barker, Jay Alexander                 | CariDee EnglishMelrose BickerstaffEugena Washington          | Christian Evans, Megan Morris, Monique Calhoun, Megg Morales, AJ Stewart, Brooke Miller, Anchal Joseph, Jaeda Young, Michelle Babin, Amanda Babin                                                                              | Barcelona, Spanien                    |
| 8     | 28. Februar 2007 14. Januar 2011    | Twiggy, Nigel Barker, Jay Alexander                 | Jaslene GonzalezNatasha GalkinaRenee DeWitt                  | Kathleen DuJour, Samantha Francis, Cassandra Watson, Felicia Provost, Diana Zalewski, Sarah VonderHaar, Whitney Cunningham, Jael Strauss, Brittany Hatch, Dionne Walters                                                       | Sydney, Australien                    |
| 9     | 19. September 2007                  | Twiggy, Nigel Barker, Jay Alexander                 | Saleisha StowersChantal JonesJenah Doucette                  | Mila Bouzinova, Kimberly Leemans, Victoria Marshman, Janet Mills, Ebony Morgan (schied freiwillig aus), Sarah Hartshorne, Ambreal Williams, Lisa Jackson, Heather Kuzmich, Bianca Golden                                       | Shanghai/Peking, Volksrepublik China  |
| 10    | 20. Februar 2008                    | Paulina Porizkova, Nigel Barker, Jay Alexander      | Whitney ThompsonAnya KopFatima Siad                          | Kimberly Rydzewski (schied freiwillig aus), Atalya Slater, Allison Kuehn, Amis Jenkins, Marvita Washington, Aimee Wright, Claire Unabia, Stacy Ann Fequiere, Lauren Utter, Katarzyna Dolińska, Dominique Reighard              | Rom, Italien                          |
| 11    | 3. September 2008                   | Paulina Porizkova, Nigel Barker, Jay Alexander      | McKey SullivanSamantha PotterAnaleigh Tipton                 | ShaRaun Brown, Nikeysha Clarke, Brittany Rubalcaba, Hannah White, Isis King, Clark Gilmer, Lauren Brie Harding, Joslyn Pennywell, Sheena Sakai, Elina Ivanova, Marjorie Conrad                                                 | Amsterdam, Niederlande                |
| 12    | 4. März 2009                        | Paulina Porizkova, Nigel Barker, Jay Alexander      | Teyona AndersonAllison HarvardAminat Ayinde                  | Isabella Falk, Jessica Santiago, Nijah Harris, Kortnie Coles, Sandra Nyanchoka, Tahlia Brookins, London Levi, Natalie Pack, Fo Porter, Celia Ammerman                                                                          | São Paulo, Brasilien                  |
| 13    | 9. September 2009                   | Paulina Porizkova, Nigel Barker, Jay Alexander      | Nicole Arianna FoxLaura Kirkpatrick                          | Lisa Ramos, Rachel Echelberger, Courtney Davies, Lulu Braithwaite, Bianca Richardson, Ashley Howard, Kara Vincent, Rae Weisz, Brittany Markert, Sundai Love, Jennifer An & Erin Wagner                                         | Maui, Hawaii                          |
| 14    | 10. März 2010                       | Nigel Barker, André Leon Talley                     | Krista WhiteRaina Hein                                       | Gabrielle Kniery, Naduah Rugely, Ren Vokes, Simone Lewis, Tatianna Kern, Brenda Arens, Anslee Payne-Franklin, Alasia Ballard, Jessica Serfaty, Angelea Preston & Alexandra Underwood                                           | Auckland/Queenstown, Neuseeland       |
| 15    | 8. September 2010                   | Nigel Barker, André Leon Talley                     | Ann WardChelsey Hersley                                      | Anamaria Mirdita, Terra White, Sara Blackamore, Rhianna Atwood, Lexie Tomchek, Kacey Leggett, Kendal Brown, Esther Petrack, Liz Williams, Chris White, Kayla Ferrel & Jane Randall                                             | Venedig/Mailand/ Verona/Como, Italien |
| 16    | 23. Februar 2011                    | Nigel Barker, André Leon Talley                     | Brittani KlineMolly O’ConnellHannah Jones                    | Angelia Alvarez, Ondrei Edwards (schied freiwillig aus), Nicole Lucas, Dominique Waldrup, Sara Longoria, Dalya Morrow, Monique Weignart, Mikaela Schipani, Jaclyn Poole, Kasia Pilewicz, Alexandria Everett                    | Marokko, Nordafrika                   |
| 17    | 14. September 2011                  | Nigel Barker, André Leon Talley                     | Lisa D’AmatoAllison HarvardAngelea Preston (disqualifiziert) | Brittany Brower, Sheena Sakai, Isis King, Camille McDonald, Bre Scullark, Kayla Ferrel & Bianca Golden, Alexandria Everett, Shannon Ratliff, Dominique Reighard, Laura Kirkpatrick                                             | Kreta/Santorin, Griechenland          |
| 18    | 29. Februar 2012                    | Nigel Barker, Kelly Cutrone                         | Sophie SumnerLaura LaFrateAnnaliese Dayes                    | Jasmia Robinson, Mariah Watchman, Louise Watts (schied freiwillig aus), Candace Smith, Ashley Brown, AzMarie Livingston, Kyle Gober, Seymone Cohen-Fobish, Catherine Thomas, Eboni Davis, Alisha White (schied freiwillig aus) | Toronto, Kanada; Macau; Hongkong      |
| 19    | 24. August 2012                     | Kelly Cutrone, Rob Evans, Bryanboy                  | Laura JamesKiara BelenLeila Goldkuhl                         | Jessie Rabideau, Maria Tucker (schied freiwillig aus), Darian Ellis, Destiny Strudwick, Yvonne Powless, Allyssa Vuelma, Brittany Brown, Victoria Henley, Kristin Kagay, Nastasia Scott                                         | Ocho Rios/Montego Bay, Jamaika        |
| 20    | 2. August 2013                      | Kelly Cutrone, Rob Evans, Bryanboy                  | Jourdan MillerMarvin CortesCory Hindorff                     | Bianca Alexa, Chris Schellenger, Chlea Ramirez, Mike Scocozza, Kanani Andaluz, Jiana Davis, Phil Sullivan, Alexandra Agro, Don Benjamin, Nina Burns, Jeremy Rohmer, Renee Bhagwandeen, Chris Hernandez                         | Bali                                  |
| 21    | 18. August 2014                     | Kelly Cutrone, J. Alexander                         | Keith CarlosWill JardellAdam Smith                           | Ivy Timlin, Romeo Tostado (disqualifiziert) , Ben Shreen, Kari Calhoun, Matthew Smith, Denzel Wells, Mirjana Puhar, Raelia Lewis, Chantelle Young, Andrea „Shei“ Phan, Lenox Tillman                                           | Seoul/Südkorea                        |
| 22    | 5. August 2015                      | Kelly Cutrone, J. Alexander                         | Nyle DiMarcoMamé Adjei                                       | Delanie Dischert, Stefano Churchill, Ava Capra, Ashley Molina, Courtney DuPerow, Bello Sanchez, Justin Kim, Dustin McNeer, Hadassah Richardson, Devin Clark, Mikey Heverly & Lacey Rogers                                      | Las Vegas                             |
| 23    | 12. Dezember 2016                   | Rita Ora, Ashley Graham, Drew Elliott, Law Roach    | India GantsTatiana PriceCory Anne Roberts                    | Justine Biticon, Cherish Waters, Giah Hardeman, Krislian Rodriguez, Kyle McCoy, Binta Dibba, Marissa Hopkins, Paige Mobley, Tash Wells, Cody Wells, Courtney Nelson                                                            | keine                                 |

- Von der 13. bis zur 15. Staffel gab es zwei Drittplatzierte; Jennifer An und Erin Wagner (Staffel 13), Angelea Preston und Alexandra Underwood (Staffel 14) sowie Kayla Ferrel und Jane Randall (Staffel 15). Sie schieden alle eine Folge vor dem Finale aus.

## Synchronisation
Für die Show America’s Next Top Model wurde eine Voice-over-Synchronisation gewählt, bei der man den Originalton zwar hören kann, allerdings die daraufgesprochene Deutschfassung dominanter und stark asynchron ist. Die deutsche Version wird von der Berliner Firma bikini studios produziert; die Übersetzungen stammen von Heather De Lisle.
| Cycle | Kandidatinnen / Juroren | Deutsche Sprecher     |
| ----- | ----------------------- | --------------------- |
| 1     | Adrianne Curry          | Gundi Eberhard        |
| 1     | Elyse Sewell            | Maria Koschny         |
| 1     | Robin Manning           | Dorette Hugo          |
| 1     | Giselle Samson          | Ilona Brokowski       |
| 1     | Nicole Panattoni        | Magdalena Turba       |
| 1     | Janice Dickinson        | Christin Marquitan    |
| 2     | Camille McDonald        | Anja Stadlober        |
| 2     | Xiomara Frans           | Victoria Sturm        |
| 2     | Jenascia Chakos         | Magdalena Turba       |
| 2     | Anna Bradfield          | Ulrike Stürzbecher    |
| 2     | Janice Dickinson        | Christin Marquitan    |
| 3     | Eva Pigford             | Cathlen Gawlich       |
| 3     | Amanda Swafford         | Marie-Luise Schramm   |
| 3     | Tiffany Richardson      | Anja Stadlober        |
| 3     | Janice Dickinson        | Christin Marquitan    |
| 4     | Brittany Brower         | Diana Borgwardt       |
| 4     | Tiffany Richardson      | Anja Stadlober        |
| 4     | Rebecca Epley           | Jill Schulz           |
| 4     | Janice Dickinson        | Christin Marquitan    |
| 6     | Danielle Evans          | Magdalena Turba       |
| 6     | Jade Cole               | Anke Kortemeier       |
| 6     | Sara Albert             | Oona Plany            |
| 6     | Furonda Brasfield       | Julia Kaufmann        |
| 6     | Brooke Staricha         | Jill Schulz           |
| 6     | Twiggy                  | Katharina Koschny     |
| 6     | Jay Alexander           | Julien Haggége        |
| 7     | CariDee English         | Julia Meynen          |
| 7     | Michelle Babin          | Ilona Brokowski       |
| 7     | Monique Calhoun         | Kristina von Weltzien |
| 7     | Twiggy                  | Katharina Koschny     |
| 7     | Jay Alexander           | Julien Haggége        |
| 8     | Renee Alway             | Sonja Spuhl           |
| 8     | Dionne Walters          | Giuliana Jakobeit     |
| 8     | Whitney Cunningham      | Melanie Hinze         |
| 8     | Twiggy                  | Katharina Koschny     |
| 8     | Jay Alexander           | Julien Haggége        |